# Pati Feagiai
Pati Feagiai (2 aprile 1981) è un ex calciatore samoano americano, di ruolo centrocampista.

## Carriera

### Nazionale
Era titolare nella partita Australia-Samoa Americane 31-0, nella quale effettuò l'unico tiro in porta della sua nazionale.